# جون كيزر
جون كيزر هو محامي وسياسي أمريكي، ولد في 7 سبتمبر 1981 في ساليدا في الولايات المتحدة. نشط حزبياً في الحزب الجمهوري. وقد انتخب عضو مجلس نواب كولورادو ‏.